# Elamita cuneïforme

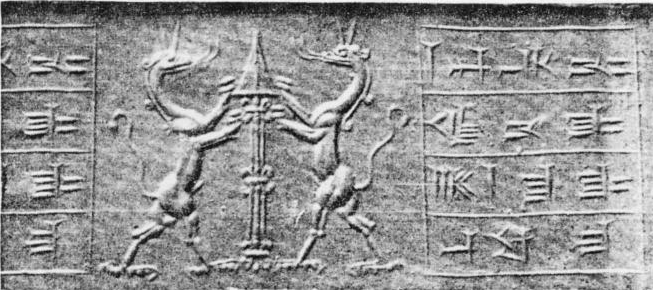
Segell cilíndric del rei elamita Humban Kitin

L'elamita cuneïforme és un sistema d'escriptura de la llengua elamita que va continuar l'escriptura protoelamita (que segurament ja era derivació d'un o alguns sistemes anteriors dels quals en queden algunes restes).
Des de l'any 3050 al 2900 aC es va usar el protoelamita, i després vers el 2400 aC o 2300 aC es va establir l'elamita sil·làbic amb escriptura cuneïforme, el qual, excepte pel període d'ús del sistema linear (vers 2150-2050 aC), va seguir vigent fins al segle iv aC.